# 馬馴 (天順進士)
馬馴（1420年—？），字子良，順天府永清縣人，明朝政治人物。同進士出身。

## 生平
順天府鄉試第一百二十七名。天順元年（1457年）丁丑科會試第三十一名，殿試登進士第三甲第七十四名。官至戶部員外郎。

## 家族
曾祖父馬伯榮。祖父馬彥舉，曾任主簿。父亲馬士廉。